# Addertong
Addertong (Ophioglossum) is een geslacht van ongeveer 50 soorten varens uit de addertongfamilie (Ophioglossaceae).
Ze komen wereldwijd voor, voornamelijk in subtropische en tropische streken, overwegend in vochtige, verstoorde graslanden.
De gewone addertong (Ophioglossum vulgatum) komt, zij het zeldzaam, in België en Nederland voor. De azorenaddertong (Ophioglossum azoricum) is nog zeldzamer en komt voor in de Vlaamse duinen.

## Naamgeving enetymologie
- Synoniemen: Cassiopteris H.Karst. (1847), Cheiroglossa C.Presl (1845), Ophioderma (Blume) Endl. (1836), Rhizoglossum C.Presl (1845)

- Duits: Natternzungen
- Frans: Ophioglosses
- Engels: Adder's-tongue

De botanische naam Ophioglossum is afgeleid van Oudgrieks ὄφις, óphis (slang) en γλώσσα, glṓssa (tong), wat slaat op de slangentongachtige vorm van de sporenaar.

## Kenmerken
Addertongen zijn voornamelijk terrestrische geofyten, die overwinteren met vlezige rizomen. Elke plant bestaat uit één, zelden meer bladen, met een onvruchtbaar deel, de trofofoor, en een vruchtbare sporofoor of sporenaar, met een gemeenschappelijke steel. De trofofoor is bladvormig, ongesteeld of zittend, ongedeeld, ovaal tot lancetvormig, met netvormige nerven en een spitse top.
De sporenaar is eveneens ongedeeld, zittend tot lang gesteeld, vlezig, lancet- tot lijnvormig, geribbeld, de sporenhoopjes in twee rijen gescheiden door een diepe gleuf, en meestal met een spitse top.
De plant laat niet elk jaar een sporenaar groeien, en soms wordt er zelfs niet elk jaar een blad gevormd. Dan leeft de plant ondergronds verder met behulp van mycorrhiza.

## Evolutie
Ophioglossum staat bij genetici bekend als het geslacht met het grootste aantal chromosomen per cel. Dat kan gaan van 30 chromosoomparen bij O. eliminatum tot 720 chromosomenparen (dus 1440 chromosomen) per cel bij O. reticulatum. Dit is te verklaren door opeenvolgende cycli van polyploïdie, een mutatie waarbij de chromosomen zich delen maar waarbij de cel zich niet splitst, tijdens de evolutie van deze soorten. Het feit dat slechts enkele, zeldzame, soorten deze eigenschap vertonen, suggereert dat polyploïdie door natuurlijke selectie in de regel onderdrukt wordt. Door het traject van de verdubbelingen van soort tot soort te volgen, kan een evolutionaire stamboom van Ophioglossum opgesteld worden.

## Taxonomie
Het geslacht telt naargelang de gevolgde taxonomie dertig tot vijftig soorten. Daarnaast worden nog verscheidene ondersoorten en variëteiten onderscheiden.

### Soortenlijst
- Ophioglossum azoricum C.Presl (1845) (azorenaddertong)
- Ophioglossum bergianum Schlecht. (1825)
- Ophioglossum bucharicum O.A & B.Fedtsch. (1923)
- Ophioglossum californicum Prantl (1883)
- Ophioglossum caroticaule J.E.Burrows (1993)
- Ophioglossum convexum J.E.Burrows (1989)
- Ophioglossum costatum R.Br. (1810)
- Ophioglossum crotalophoroides Walter (1788)
- Ophioglossum decipiens Poir. (1893)
- Ophioglossum dietrichiae Prantl (1883), genoemd naar Amalie Dietrich
- Ophioglossum dudadae Mickel (1992)
- Ophioglossum engelmannii Prantl (1883)
- Ophioglossum fernandezianum C.Chr. (1920)
- Ophioglossum gomezianum Welw. ex A.Br. (1868)
- Ophioglossum gracile J.E.Burrows ex Pocock (1995)
- Ophioglossum gramineum Willd. (1802)
- Ophioglossum harrisii Underw. (1909)
- Ophioglossum intermedium Hook. (1854)
- Ophioglossum kawamurae Tagawa (1939)
- Ophioglossum lancifolium C.Presl (1845)
- Ophioglossum latifolium (Prantl) J.E.Burrows (1993)
- Ophioglossum litorale Makino (1929)
- Ophioglossum loureirianum C.Presl (1845)
- Ophioglossum lusitanicum L. (1753) (kleinste addertong)
- Ophioglossum moultoni Copel. (1912)
- Ophioglossum namegatae Nish. & Kurita (1969)
- Ophioglossum nudicaule L.f. (1781)
- Ophioglossum oblongum H.G.Zhou & H.Li (1991)
- Ophioglossum obovatum Miq. (1868)
- Ophioglossum opacum R.Br. (1818)
- Ophioglossum ovatum Bory (1804)
- Ophioglossum parvifolium Grev. & Hook. (1833)
- Ophioglossum parvum M.Nishida & Kurita (1980)
- Ophioglossum pendulum L. (1763)
- Ophioglossum polyphyllum A.Br. (1844)
- Ophioglossum pusillum Raf. (1814)
- Ophioglossum raciborskii Alderw. (1918)
- Ophioglossum ramosii Copel. (1935)
- Ophioglossum reticulatum L. (1753)
- Ophioglossum rubellum Welw. ex A.Br. (1868)
- Ophioglossum savatieri Nakai (1926)
- Ophioglossum scariosum Clausen (1938)
- Ophioglossum schmidii Kunze (1861)
- Ophioglossum simplex Ridley (1901)
- Ophioglossum thermale Komarov (1914)
- Ophioglossum thomasii Clausen (1938)
- Ophioglossum timorense Miq. (1868)
- Ophioglossum usterianum Christ (1911)
- Ophioglossum vulgatum L. (1753) (gewone addertong)

Botrychium (Maanvaren) · Botrypus · Cheiroglossa · Helminthostachys · Japanobotrychium · Mankyua · Ophioderma · Ophioglossum (Addertong) · Sceptridium
... · O. azoricum (Azorenaddertong) · O. lusitanicum (Kleinste addertong) · O. polyphyllum · O. vulgatum (Gewone addertong) · ...